# Moon Chung-hee
Moon Chung-hee (* 25. Mai 1947 in Posŏng, Provinz Süd-Chŏlla) ist eine südkoreanische Schriftstellerin.

## Leben
Moon Chung-hee wuchs in Seoul auf.
Als Schülerin der Chinmyŏng Mädchen-Oberschule gewann sie bereits mehrere Literaturpreise und veröffentlichte ihren ersten Gedichtband.
Anschließend wurde sie vom Meister der koreanischen Dichtkunst Sŏ Chŏng-ju unterrichtet. 1969, während ihres Studiums an der Dongguk Universität, wurde sie von der Monatszeitschrift Literatur (Wolgan munkak) zur Preisträgerin "Bestes Nachwuchstalent" ernannt und trat so in die Welt der professionellen Dichtkunst ein.
Ihr Werk umfasst zahlreiche Anthologien. Sie erhielt eine Reihe nationaler und internationaler Auszeichnungen, unter anderem den „Preis für Gegenwartsliteratur“, den „Sowol-Literaturpreis für Poesie“, und den „Chŏng Chi-yong Literaturpreis“. Auf dem Weltliteraturforum in Tetovo, Mazedonien gewann sie mit dem Werk „Fontäne“ den Dichterpreis des Jahres 2004. Später gewann sie weitere Auszeichnungen, unter anderem im Jahre 2008 den Preis für die beste Künstlerin des Jahres, ausgewählt durch die Vereinigung der Koreanischen Kunstkritiker. 2010 war sie Preisträgerin des 7. Cikada Preises.
Ihre Gedichte sind inzwischen in mehreren Sprachen erschienen, auf Deutsch beispielsweise Die Mohnblume im Haar (양귀비꽃 머리에 꽂고), im Englischen Moonflower und im Spanischen Yo soy Moon. Ihre Hauptwerke liegen in Französisch, Hebräisch, Japanisch und anderen Sprachen vor.

## Arbeiten

### Lyrikbände
- 문정희 시집 (Moon Chung-hees Gedichte) (Wolgan munhaksa, 1973)
- 새떼 (Vogelschwarm) (Minhaksa, 1975)
- 혼자 무너지는 종소리 (Ein Glockenschlag der von allein fällt) (Munhak yesulsa, 1984)
- 아우내의 새 (Der Vogel von Aunae) (Ilwolsogak, 1986)
- 그리운 나의 집 (Mein Haus, das ich so vermisse) (Yejŏnsa, 1987)
- 찔레 (Heideröslein) (Chŏnyewon, 1987)
- 우리는 왜 흐르는가 (Warum fließen wir?) (Munhak sasangsa, 1987)
- 하늘보다 먼 곳에 매인 그네 (Eine Schaukel, höher als der Himmel) (1988)
- 남자를 위하여 (Für Männer) (Minŭmsa, 1996)
- 나는 문이다 (Ich bin eine Tür) (Munhak edisyŏn ppul, 2007)

### Übersetzungen

#### Deutsch
- Die Mohnblume im Haar (Edition Peperkorn, 2007) ISBN 978-3929181777

#### Englisch
- Windflower (Hawks Publishing, 2004) ISBN 978-0974856407
- Woman on the Terrace (White Pine Press (NY), 2007) ISBN 978-1893996861

## Auszeichnungen
- 2013 – Yuksasi Literaturpreis
- 2010 – Cikada Preis
- 2008 – Preis für die beste Künstlerin des Jahres, ausgewählt durch die Vereinigung der Koreanischen Kunstkritiker
- 2004 – Chŏng-Chi-yong-Literaturpreis
- 2000 – Tongguk-Literaturpreis
- 1996 – Sowŏlso-Literaturpreis des Verlags Munhak sasangsa
- 1975 – Preis für zeitgenössische Literatur
- 1969 – Dichterpreis der Monatszeitschrift "Literatur"